# Euphorbia ornithopus
Euphorbia ornithopus es una especie fanerógama perteneciente a la familia de las euforbiáceas. Es endémica de Sudáfrica en la Provincia del Cabo.

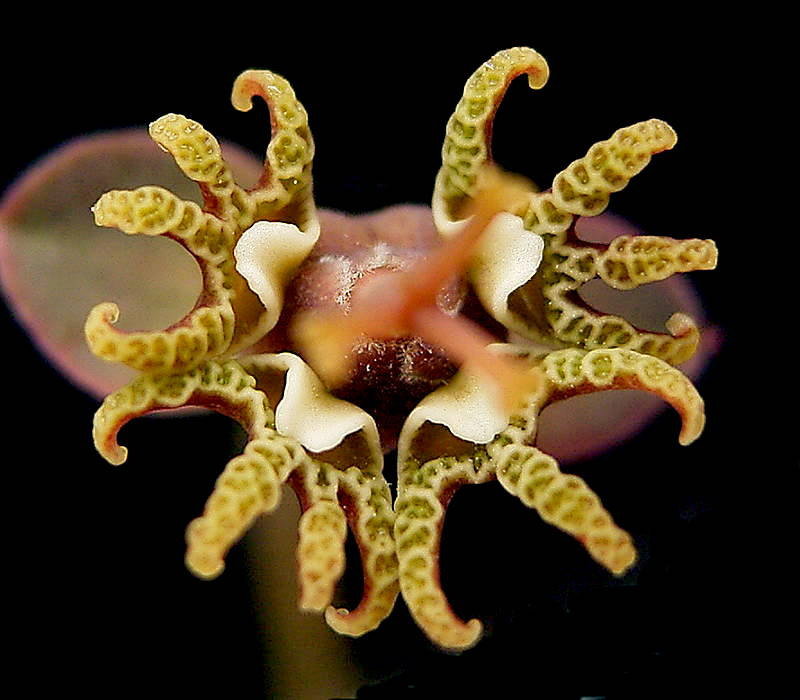
Detalle del ciato

## Descripción
Es una  planta suculenta que alcanza un tamaño (con exclusión de los pedúnculos) de 2-3 cm de alto,  sin espinas, ramificación irregular cerca de la tierra, dimorfa; ramas procumbentes o desordenada, a menudo una sobre otra, articulada, con 3-5 series en caracol, de  tubérculos agudos cónicos, sobre todo  prominentes, glabrod, de color verde pálido o púrpura, hojas rudimentarias de hoja caduca. La inflorescencia en forma de ciatio, en pedúnculos solitarios.
Etimología
Euphorbia: nombre genérico que deriva del médico griego del rey Juba II de Mauritania (52 a 50 a. C. - 23), Euphorbus, en su honor – o en alusión a su gran vientre –  ya que usaba médicamente Euphorbia resinifera. En 1753 Carlos Linneo asignó el nombre a todo el género.
ornithopus: epíteto latino que significa "como pata de pájaro"

## Taxonomía
Euphorbia ornithopus fue descrita por Nikolaus Joseph von Jacquin y publicado en Fragmenta Botanica 76. 1809.